# 5641 McCleese
Az 5641 McCleese (ideiglenes jelöléssel 1990 DJ) egy marsközeli kisbolygó. Eleanor F. Helin fedezte fel 1990. február 27-én.